# Зайцев Борис Петрович
Зайцев Борис Петрович  (нар. 30 листопада 1927, Оленінські Кар'єри Сталінської області, нині місто Докучаєвськ Донецької області — пом. 23 січня 2014, Харків) — український історик, фахівець в галузі спеціальних історичних дисциплін, кандидат історичних наук (1969), доцент кафедри історіографії, джерелознавства та археології Харківського державного університету (1973). Один з засновників емблематики в Україні.

## Біографія

### Юність
В 1951 році закінчив Ямську вечірню школу робітничої молоді (тепер м. Сіверськ Донецької області) і продовжив навчання на історичному факультеті Харківського державного університету (1951—1956).

### Освітня та наукова діяльність
З 1955 року працював старшим лаборантом археологічного музею університету. Завідувач археологічного музею Харківського університету (1959—1964). Під час роботи в археологічному музеї щорічно брав участь в археологічних експедиціях, які проводилися на базі історичного факультету археологами К. Е. Гриневичем, Б. А. Шрамко та В. І. Кадєєвим. Здійснив ряд самостійних археологічних розвідок пам'яток черняхівської культури в басейні Сіверського Дінця.
З 1964 року працював на новоствореній кафедрі історіографії, допоміжних історичних дисциплін і методики історії історичного факультету (тепер — кафедра історіографії, джерелознавства та археології). В 1969 році захистив кандидатську дисертацію «Емблематика Радянської України» (ХДУ, науковий керівник — проф. О. І. Каменцева). Затверджений у вченому званні доцента (1973). Заступник декана історичного факультету з наукової роботи.
Головні наукові інтереси: нумізматика, геральдика, архівознавство,краєзнавство. Один із засновників емблематики в Україні. У ХДУ викладав спеціальні історичні дисципліни, архівознавство, історію стародавніх суспільств, паралельно викладав у Харківському державному інституті культури.
Автор понад 400 наукових, науково-методичних та науково-популярних праць.
За значний внесок у розвиток краєзнавчого руху в Україні Президія правління Всеукраїнського спілки краєзнавців присвоїла Б. П. Зайцеву звання «Почесний член Всеукраїнського спілки краєзнавців» (1996). У складі кафедри став лауреатом Республіканської премії ім. Д. І. Яворницького Всеукраїнської спілки краєзнавців (1997). Нагороджений орденом «За мужність» ІІІ ступеня, має дев'ять медалей, у тому числі «За перемогу над Німеччиною у Великій Вітчизняній війні 1941—1945 років».
Був членом редакційних колегій серій збірників архівних документів і матеріалів «Старовинні міста Харківщини» та «Краю мій, Слобожанщино!». Брав участь у роботі геральдичної комісії при Харківському міськвиконкомі. Разом з В. В. Поповим (тоді студентом 5 курсу історичного факультету) брав участь у всеукраїнському конкурсі по створенню ескізу Великого Державного Герба України (1996).

### Смерть
Помер 23 січня 2014 року в Харкові.

## Основні праці
- Історія створення першої радянської печатки // АУ. — 1966. — № 6.
- Емблема професійної Спілки робітніків-металістів (1923—1931 рр.) // Історичні джерела та їх використання. — 1969. — Вип. 4.
- Перші радянські бойові нагороди: метод. посібник (Х., 1976, у співавторстві).
- Університет в 1946—1980 рр. // Харківський державний університет, 1805—1980 (Х., 1980, у співавторстві).
- Історія архівної справи в України // Архівознавство та археологія (Х., 2006, у співавторстві).